# Гаврилюк Микола Григорович
Мико́ла Григо́рович Гаврилю́к (12 березня 1922 — 12 жовтня 1983, Кунду, Туреччина) — радянський футболіст, півзахисник, відомий завдяки виступам у складі київського «Динамо». Також виступав за чернівецькі команди: «Спартак» та «Динамо».

## Життєпис
Микола Гаврилюк — вихованець буковинського футболу. Наприкінці німецько-радянської війни та у першому повоєнному сезоні захищав кольори київського «Динамо», після чого повернувся до Чернівців, де виступав за місцевий «Спартак».
У 1948 році здійснив другу спробу закріпитися у київському клубі — цього разу вдало. Протягом трьох сезонів був одним з основних гравців «Динамо». У 1951 році втратив місце в основі, а згодом і взагалі залишив клуб та знову повернувся до Чернівців, де теж виступав за «Динамо».
Після завершення кар'єри тренував нововолинський «Шахтар» та луцьку «Волинь».

## Досягнення
- Володар Кубка УРСР (1): 1948